# Saturn-Shuttle
Saturn-Shuttle var ett förslag till rymdfärjan där man i stället för de två fastbränsleraketerna använde ett raketsteg av samma typ som Saturn V-raketens första steg.